# Peña Ubiña
Peña Ubiña es, con 2417 metros de altura, una de las montañas más altas de la cordillera Cantábrica, y es también, junto con el Fontán Sur, la más alta del macizo de Ubiña. Está situada en la divisoria entre el Principado de Asturias —concejo de Lena— y la provincia de León —municipio de San Emiliano—. Linda entre Babia (León) y Asturias.
En una encuesta realizada en 1992 por el diario asturiano La Nueva España entre gente de montaña del Principado —entre la que se encontraban alpinistas, técnicos, directivos de clubes y asociaciones, así como personas relacionadas con el mundo de la naturaleza—, Peña Ubiña aparecía como la segunda montaña asturiana (aunque también pertenece a León) más hermosa, por detrás del Picu Urriellu.

## Etimología
El topónimo Ubiña (en asturleonés, Ubina u Obina) procede del adjetivo latino *Albinus, -a, -um ‘de color blanco’, al igual que los también topónimos Oviñana y Ouviñana *Albineanam.

## Referencias históricas

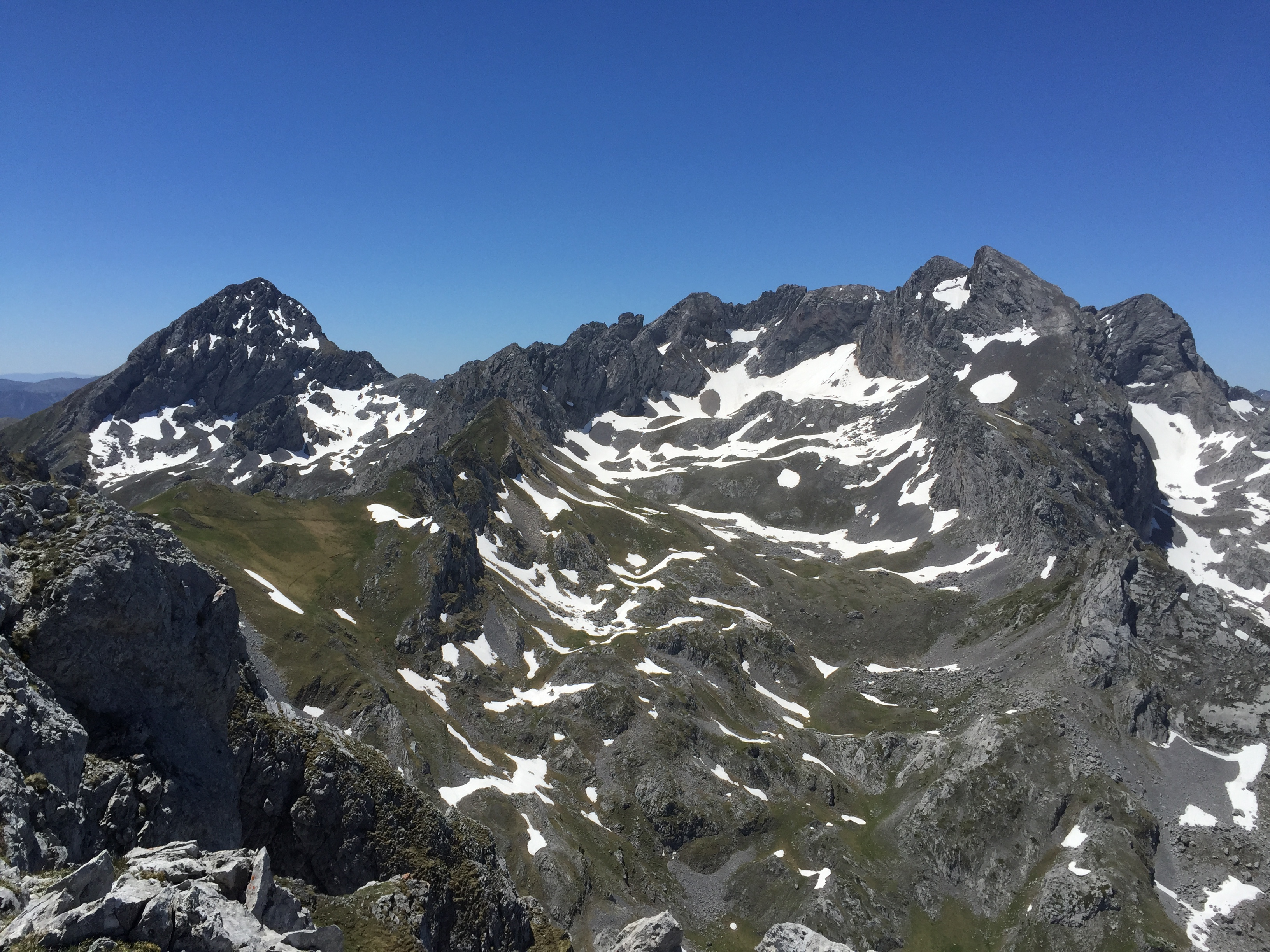
Peña Ubiña desde el pico Fariñento.

## Primeros ascensos

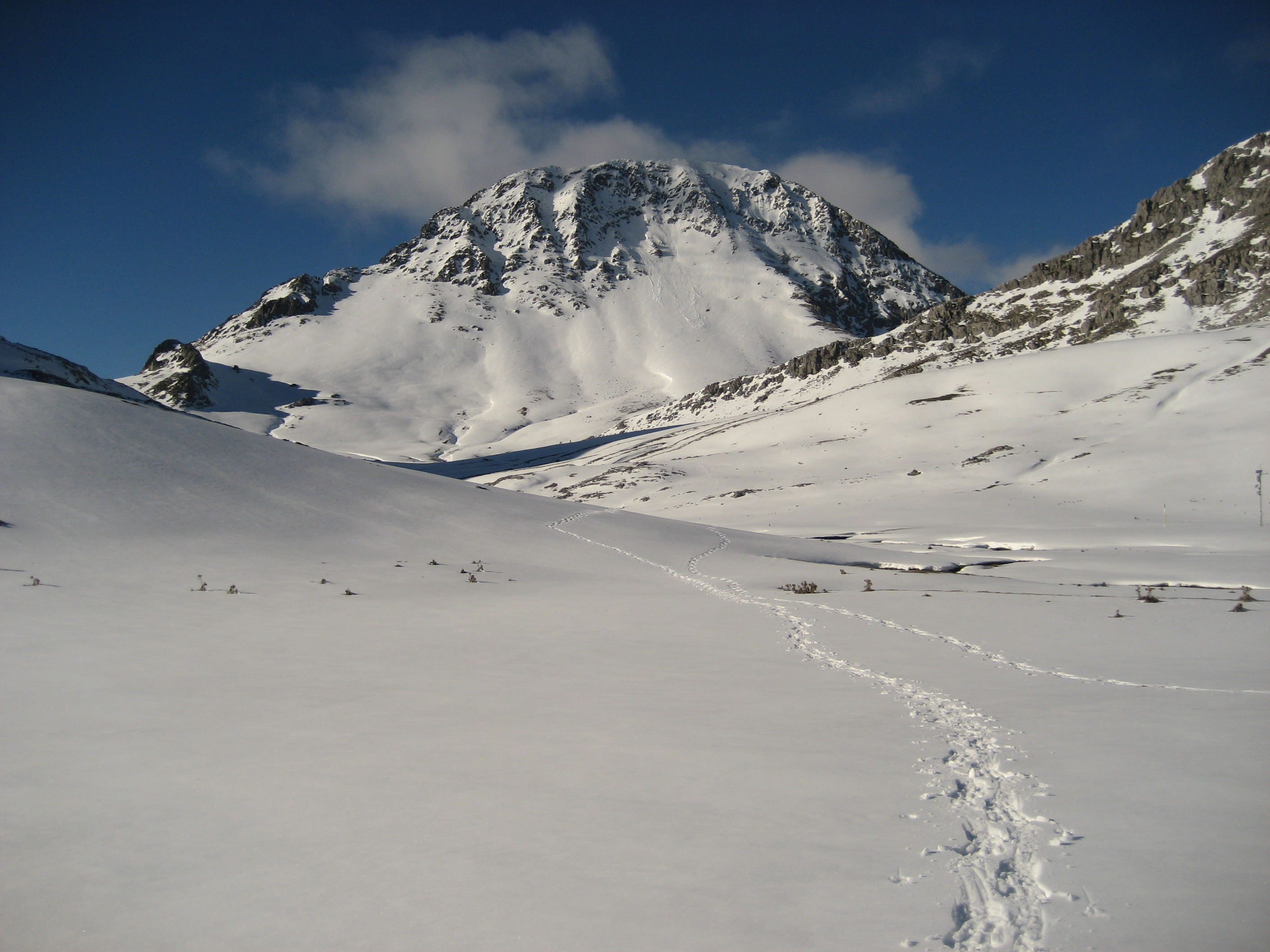
Peña Ubiña desde el valle de Riotuerto.

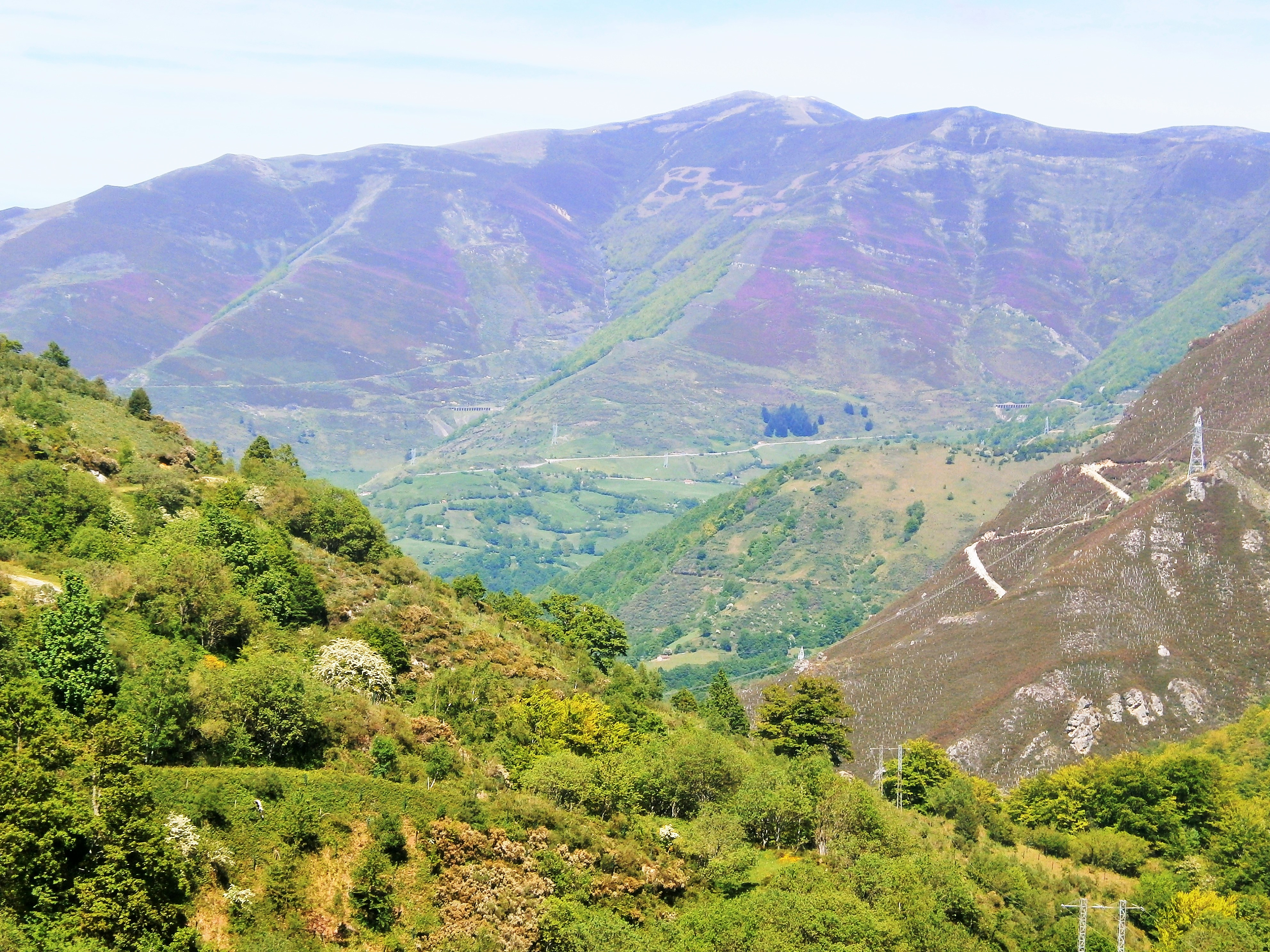
Macizo de las Ubiñas desde la Autopista del Huerna

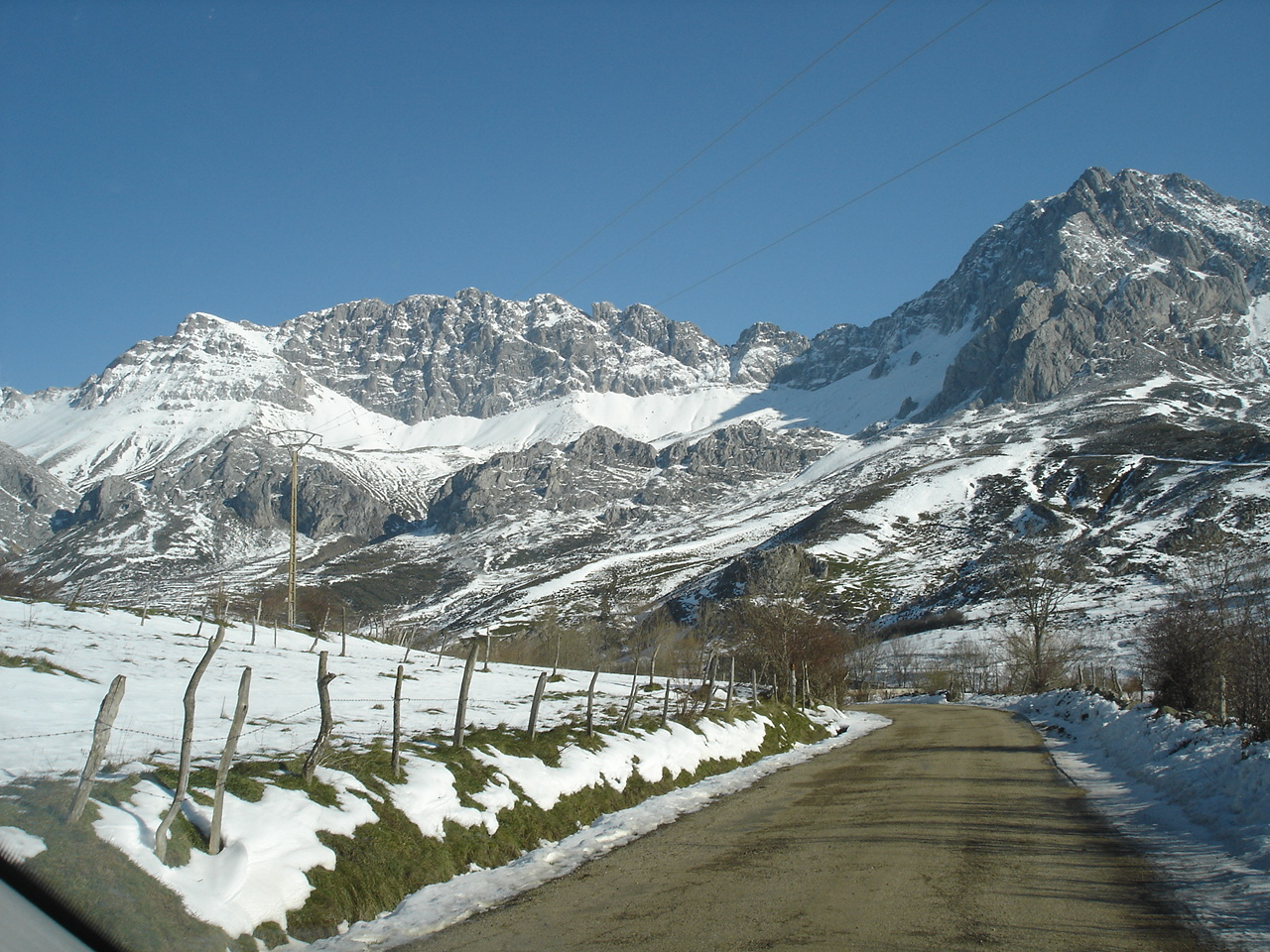
Desde la entrada a Cubiechas.

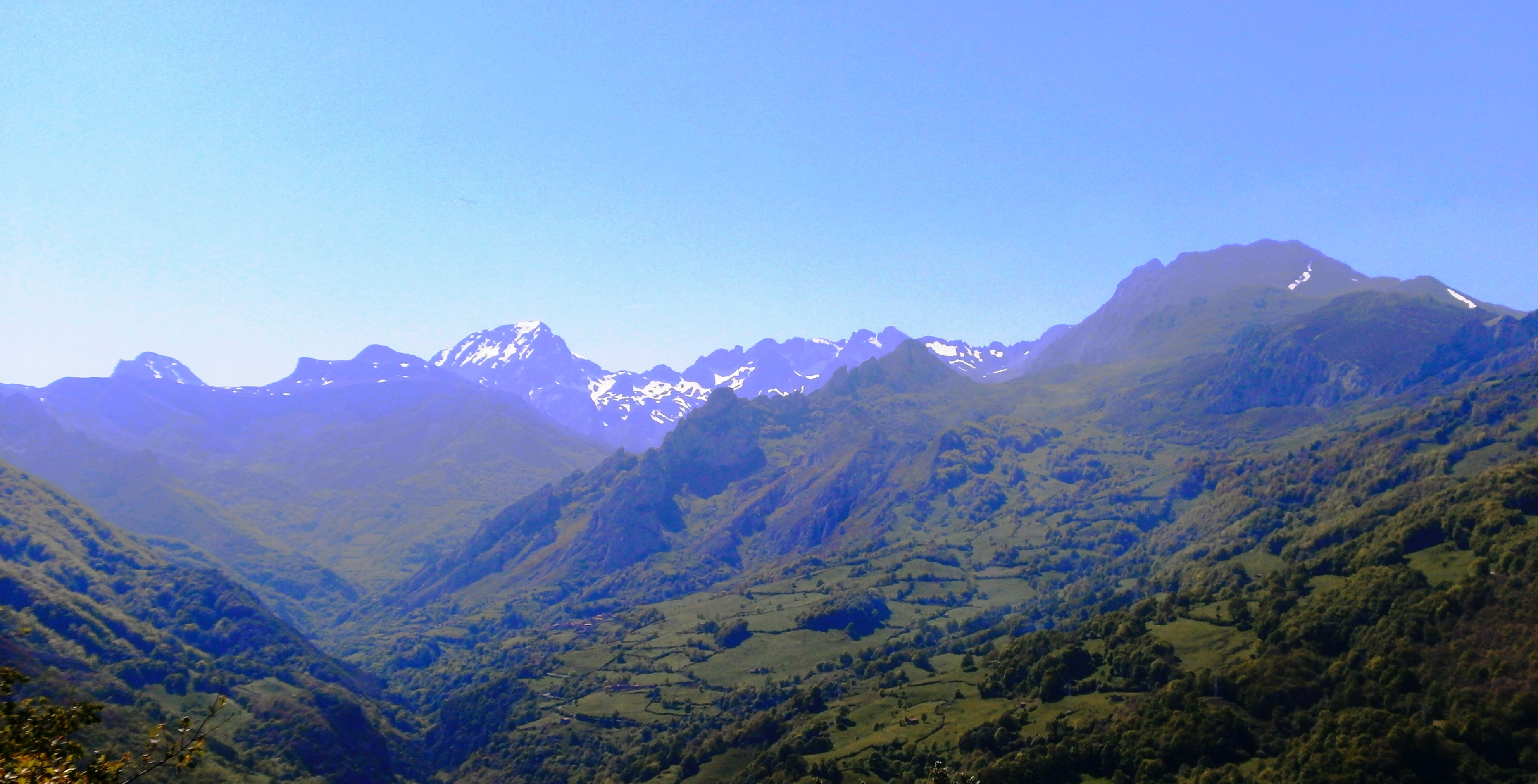
Macizo de las Ubiñas desde la Autopista del Huerna